# Josefa Abarrategui y Abarrategui
Josefa Abarrategui y Abarrategui (Granada, m. ca. 1839) va ser una pintora espanyola.
Pintora d'afició de classe acomodada, era filla de Juan Agustín Abarrategui, natural de Durango, membre del consell reial i oïdor de la Cancellera de Granada, i de la madrilenya Gumersinda Abarrategui. El 17 de gener de 1835 va obtenir el títol de sòcia de mèrit de la Sociedad Econòmica d'Amics del País de Granada, per una composició a llapis presentada als premis generals de l'entitat. Abans, el 1833, ella i la seva germana Ángela ja havien presentat alguns dibuixos a la Reial Acadèmia de Belles Arts de Granada. El 1839 va presentar un Ram de flors en pelfetes, també a llapis, amb motiu de la inauguració solemne del Liceu Artístic i Literari de Granada, on la seva germana Ángela també va presentar una obra. Josefa degué morir poc després, perquè en la següent exposició de 1840, el seu germà Juan Pedro –també pintor– va presentar dues obres seves pòstumament, una tinta xinesa i una aiguada sense títol.